# Хошьяр Кадын
Хошьяр Кадын (араб. خوشيار قادین‎; тур. Hoşyar Kadın; ум. 21 июня 1886) — супруга Ибрагим-паши, валиде-паша при правлении своего сына Исмаил-паши.

## Ранние годы
Имевшая черкесское происхождение Хошьяр Кадын была также сестрой Пертевниял-султан, матери османского султана Абдул-Азиза. Ибрагим-паша хорошо знал Стамбул, так как был заложником в столице Османской империи в 1806—1807 годах. Скорее всего, он встретил и полюбил Хошияр позднее, будучи в Бебеке. Хошьяр Кадын вышла замуж за Ибрагим-пашу и родила Исмаил-пашу 31 декабря 1830 года. После смерти Саид-паши Исмаил был провозглашён хедивом Египта 19 января 1863 года, хотя Османская империя и другие «великие державы» признали его только в качестве вали. Хошияр стал валиде-пашой при правлении своего сына.

## Валиде-паша
Хошьяр Кадын была публичной фигурой, о чьих деяниях постоянно сообщала пресса, называвшая её «королевой-матерью». Во время восстания Ораби-паши её патриотические чувства превозмогли её личные интересы, и она поддержала его как защитника страны от британского вторжения. Не принимая во внимание тот факт, что Ораби-паша также представлял угрозу и для её династии, Хошьяр Кадын снабжала его деньгами и лошадьми, а также занималась с другими дамами своего двора приготовлением бинтов и лекарств для раненых в ходе восстания.
Хошьяр Кадын заработала репутацию грозной и умной женщины с сильным характером, оказывавшей значительное влияние на своего сына. Когда османский султан Абдул-Азиз посетил Египет, он особым образом почтил её, наградив орденом Османие 1-й степени. Хошьяр Кадын, среди прочего славившаяся своей красотой и женственностью, воспитывала своего сына в строгой дисциплине, никогда не позволяя своим материнским чувствам взять верх над чувством долга. Эта строгость доходила до такой степени, что, когда будущий хедив, будучи ребёнком, путешествовал по Европе, он, вспоминая о вдовствующей императрице Австрии, которая была особенно добра к нему, говорил, что никто в его собственной семье никогда не проявлял к нему подобной нежности. Тем не менее хедив обожал свою мать и до самого конца оставался её преданным сыном.
Хошьяр Кадын жила в своём дворце Касар-аль-Али, ныне расположенном в жилом районе Гарден-Сити. Она никогда не снисходила до того, чтобы покинуть свою резиденцию ради кого-то другого, независимо от того, насколько высокопоставленным был этот человек. Положение вдовы Ибрагим-паши и матери хедива позволяло ей это.
Ставший пашой Египта в январе 1863 года Исмаил начал активно искать поддержки в Стамбуле. В феврале Пертевниял-султан устроила ему в своём дворце встречу с глазу на глаз с султаном Абдулазизом. Летом 1864 года Хошьяр Кадын также появилась в Стамбуле, чтобы помочь сыну. Она прибыла с предполагаемым новым наследником (своим внуком Тауфик-пашой) и большим количеством денег. В сентябре 1867 года Хошьяр Кадын устроила торжественный обед в своём собственном дворце на берегу Босфора в честь Пертевниял-султан. Та ответила на гостеприимство приглашением Хошьяр Кадын во дворец Долмабахче.
Она была важной политической фигурой в стране и одним из немногих людей, которым Исмаил-паша доверял. Хошьяр Кадын не высказывала своего мнения по политическим вопросам непосредственно, а действовала через членов семьи и агентов, таких как могущественный и жестокий главный евнух Халил-ага. После смерти которого в 1880 году Ибрагим Эдхем занял его место главного агента Хошьяр Кадын. Абдалла аль-Надим охарактеризовал главного евнуха как имевшего большее влияние, чем глава правительства при хедиве. Согласно множеству источников, Хошьяр Кадын была единственным членом правившей семьи, который был с Исмаил-пашой, когда тот получил оттоманский указ, низвергавший его.
Её двор матери хедиви, по некоторым сообщениям, был крупнее и заметнее, чем у любой из жён Исмаил-паши. При её дворе была распространены османские обычаи и культура, в её резиденции в Стамбуле служили тысячи рабынь. Она также владела группой рабынь, исполнявшей османскую музыку и часто развлекавшей её сына. Исмаил-паша мог общаться с матерью на турецком или на её родном черкесском языке.
В 1869 году Хошьяр Кадын познакомилась с принцессой Уэльской Александрой Датской, когда та прибыла в Каир со своим мужем принцем Уэльским Эдуардом (будущим английским королём Эдуардом VII). Принцесса посетила Хошьяр Кадын и обедала с жёнами Исмаил-паши в гареме.

## Смерть

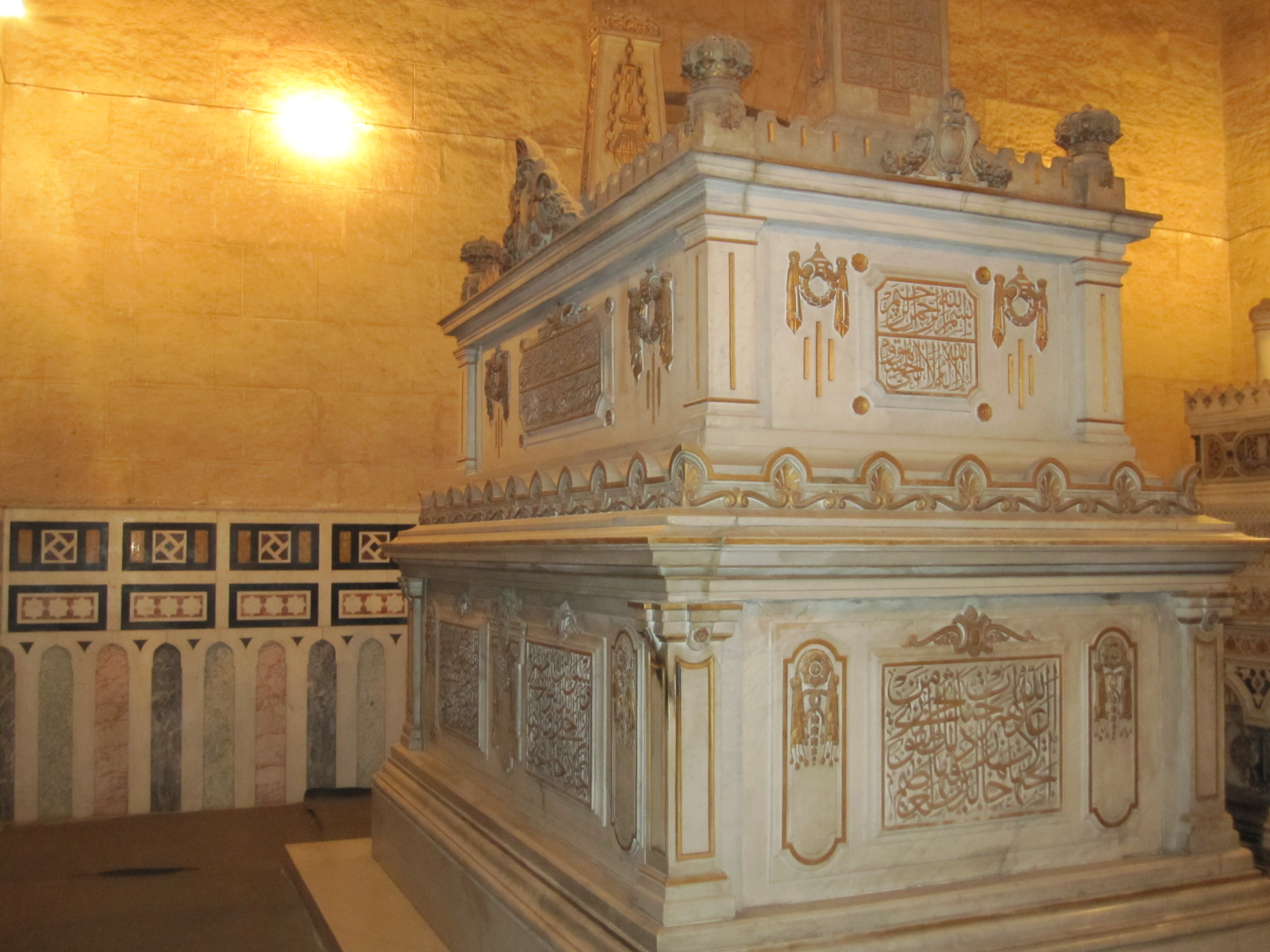
Гробница Хошьяр Кадын

Хошьяр Кадын умерла в Каирской цитадели 21 июня 1886 года и была похоронена поблизости от неё: в мавзолее при мечети ар-Рифаи, построенной по её приказу.

## Награды
- Орден Османие 1-й степени, 1863 год[7].